# Mythicomyiinae
Mythicomyiinae zijn een onderfamilie uit de orde van de tweevleugeligen (Diptera), onderorde vliegen (Brachycera).
De vliegen uit deze onderfamilie zijn zeer klein (0,5 tot 5 millimeter). 

## Geslachten
- Mitinha Rafael & Limeira-de-Oliveira, 2014[1]
- Mythenteles Hall & Evenhuis, 1986[2]
- Mythicomyia Coquillett, 1893[3]
- Nexus Hall & Evenhuis, 1987[4]
- Paraconsors Hall & Evenhuis, 1987[4]
- Pieza Evenhuis, 2002
- Reissa Evenhuis & Baéz, 2001
- Tamanduamyia Rafael & Limeira-de-Oliveira, 2014[1]